# 進撃のヒーロー
『進撃のヒーロー』（しんげきのヒーロー）は、TBS系列で2013年1月16日から3月20日まで放送されたドキュメント番組・バラエティ番組である。

## 沿革
まず2012年9月15日14:00 - 14:54に『スパニチ!!』で『THEプレッシャー』という番組タイトルで、パイロット版第1弾を放送。卵割りのプロフェッショナル4人が、プレッシャーを与える数々の仕掛けに打ち勝って一発勝負で卵割りを成功させる、負け残り方式で最後まで残った1人が強制的に海外でバンジージャンプを体験させられる、という内容であった。
そして現在のタイトルに変更し、2013年1月2日にパイロット版第2弾を放送。この回では、前回同様にプロフェッショナルが番組からのプレッシャーに打ち勝って技を一発で成功させる企画（失敗したら、本人やファン、高所恐怖症のスタッフらをフリーフォール）と、友人の結婚式に小柳ルミ子をサプライズ出演させる為にスピーチ丸暗記に挑む企画の2本立てで放送。
レギュラー放送では、大きく内容を変え、大切な子供や友人の為に課題に挑む父親の姿や、解散したバンドの再結成ライブに臨む中年男性の姿を追いかける、ドキュメンタリータッチの番組として放送している。なお、パイロット版で司会及びパネラーを務めていたバナナマンは、週替りのタレントが見届け人としてロケに同行している。

## 出演者

### パイロット版
- 設楽統（バナナマン）
- 田中みな実（TBSアナウンサー）

### レギュラー版
- 駒田健吾（TBSアナウンサー） - 芸能人ゲストと共に見届け人を務める。
ほか

## ネット局

### パイロット版『THEプレッシャー』
| 放送対象地域 | 放送局            | 系列    | 放送日時                    | 遅れ   |
| ------------ | ----------------- | ------- | --------------------------- | ------ |
| 関東広域圏   | TBSテレビ（TBS）  | TBS系列 | 2012年9月15日 14:00 - 14:54 | 製作局 |
| 愛媛県       | あいテレビ（ITV） | TBS系列 | 2013年5月25日 16:03 - 17:00 | 不明   |

### パイロット版『進撃のヒーロー』
| 放送対象地域  | 放送局                    | 系列    | 放送日時                   | 遅れ       |
| ------------- | ------------------------- | ------- | -------------------------- | ---------- |
| 関東広域圏    | TBSテレビ（TBS）          | TBS系列 | 2013年1月2日 16:30 - 17:45 | 製作局     |
| 北海道        | 北海道放送（HBC）         | TBS系列 | 2013年1月2日 16:30 - 17:45 | 同時ネット |
| 青森県        | 青森テレビ（ATV）         | TBS系列 | 2013年1月2日 16:30 - 17:45 | 同時ネット |
| 岩手県        | IBC岩手放送（IBC）        | TBS系列 | 2013年1月2日 16:30 - 17:45 | 同時ネット |
| 宮城県        | 東北放送（TBC）           | TBS系列 | 2013年1月2日 16:30 - 17:45 | 同時ネット |
| 山形県        | テレビユー山形（TUY）     | TBS系列 | 2013年1月2日 16:30 - 17:45 | 同時ネット |
| 福島県        | テレビユー福島（TUF）     | TBS系列 | 2013年1月2日 16:30 - 17:45 | 同時ネット |
| 山梨県        | テレビ山梨（UTY）         | TBS系列 | 2013年1月2日 16:30 - 17:45 | 同時ネット |
| 新潟県        | 新潟放送（BSN）           | TBS系列 | 2013年1月2日 16:30 - 17:45 | 同時ネット |
| 長野県        | 信越放送（SBC）           | TBS系列 | 2013年1月2日 16:30 - 17:45 | 同時ネット |
| 静岡県        | 静岡放送（SBS）           | TBS系列 | 2013年1月2日 16:30 - 17:45 | 同時ネット |
| 富山県        | チューリップテレビ（TUT） | TBS系列 | 2013年1月2日 16:30 - 17:45 | 同時ネット |
| 石川県        | 北陸放送（MRO）           | TBS系列 | 2013年1月2日 16:30 - 17:45 | 同時ネット |
| 中京広域圏    | 中部日本放送（CBC）       | TBS系列 | 2013年1月2日 16:30 - 17:45 | 同時ネット |
| 近畿広域圏    | 毎日放送（MBS）           | TBS系列 | 2013年1月2日 16:30 - 17:45 | 同時ネット |
| 鳥取県 島根県 | 山陰放送（BSS）           | TBS系列 | 2013年1月2日 16:30 - 17:45 | 同時ネット |
| 岡山県 香川県 | 山陽放送（RSK）           | TBS系列 | 2013年1月2日 16:30 - 17:45 | 同時ネット |
| 広島県        | 中国放送（RCC）           | TBS系列 | 2013年1月2日 16:30 - 17:45 | 同時ネット |
| 山口県        | テレビ山口（tys）         | TBS系列 | 2013年1月2日 16:30 - 17:45 | 同時ネット |
| 愛媛県        | あいテレビ（ITV）         | TBS系列 | 2013年1月2日 16:30 - 17:45 | 同時ネット |
| 高知県        | テレビ高知（KUTV）        | TBS系列 | 2013年1月2日 16:30 - 17:45 | 同時ネット |
| 福岡県        | RKB毎日放送（RKB）        | TBS系列 | 2013年1月2日 16:30 - 17:45 | 同時ネット |
| 長崎県        | 長崎放送（NBC）           | TBS系列 | 2013年1月2日 16:30 - 17:45 | 同時ネット |
| 熊本県        | 熊本放送（RKK）           | TBS系列 | 2013年1月2日 16:30 - 17:45 | 同時ネット |
| 大分県        | 大分放送（OBS）           | TBS系列 | 2013年1月2日 16:30 - 17:45 | 同時ネット |
| 宮崎県        | 宮崎放送（MRT）           | TBS系列 | 2013年1月2日 16:30 - 17:45 | 同時ネット |
| 鹿児島県      | 南日本放送（MBC）         | TBS系列 | 2013年1月2日 16:30 - 17:45 | 同時ネット |
| 沖縄県        | 琉球放送（RBC）           | TBS系列 | 2013年1月2日 16:30 - 17:45 | 同時ネット |

### レギュラー版
| 放送対象地域  | 放送局                | 系列    | 放送期間                | 放送日時                     | 遅れ       |
| ------------- | --------------------- | ------- | ----------------------- | ---------------------------- | ---------- |
| 関東広域圏    | TBSテレビ（TBS）      | TBS系列 | 2013年1月16日 - 3月20日 | 水曜 23:50 - 翌0:20          | 製作局     |
| 北海道        | 北海道放送（HBC）     | TBS系列 | 2013年1月16日 - 3月20日 | 水曜 23:50 - 翌0:20          | 同時ネット |
| 岩手県        | IBC岩手放送（IBC）    | TBS系列 | 2013年1月16日 - 3月20日 | 水曜 23:50 - 翌0:20          | 同時ネット |
| 宮城県        | 東北放送（TBC）       | TBS系列 | 2013年1月16日 - 3月20日 | 水曜 23:50 - 翌0:20          | 同時ネット |
| 山形県        | テレビユー山形（TUY） | TBS系列 | 2013年1月16日 - 3月20日 | 水曜 23:50 - 翌0:20          | 同時ネット |
| 福島県        | テレビユー福島（TUF） | TBS系列 | 2013年1月16日 - 3月20日 | 水曜 23:50 - 翌0:20          | 同時ネット |
| 静岡県        | 静岡放送（SBS）       | TBS系列 | 2013年1月16日 - 3月20日 | 水曜 23:50 - 翌0:20          | 同時ネット |
| 石川県        | 北陸放送（MRO）       | TBS系列 | 2013年1月16日 - 3月20日 | 水曜 23:50 - 翌0:20          | 同時ネット |
| 中京広域圏    | 中部日本放送（CBC）   | TBS系列 | 2013年1月16日 - 3月20日 | 水曜 23:50 - 翌0:20          | 同時ネット |
| 福岡県        | RKB毎日放送（RKB）    | TBS系列 | 2013年1月16日 - 2月6日  | 水曜 23:50 - 翌0:20          | 同時ネット |
| 岡山県 香川県 | 山陽放送（RSK）       | TBS系列 | 2013年1月24日 - 3月28日 | 木曜 0:20 - 0:50（水曜深夜） | 7日遅れ    |
| 新潟県        | 新潟放送（BSN）       | TBS系列 | 2013年1月28日 - 3月25日 | 月曜 23:50 - 翌0:20          | 12日遅れ   |
| 広島県        | 中国放送（RCC）       | TBS系列 | 2013年3月1日 - 5月3日   | 金曜 0:58 - 1:28（木曜深夜） | 不明       |

## スタッフ
- 構成：小林清人、安田聡太
- CAM：才沢誠二
- VE：松本智
- 編集：太田健二、岩品博之
- MA：青木伸次
- 音響効果：板井基至
- TK：苗木彩
- 美術デザイナー：太田卓志
- 美術：澁谷政史
- 協力：278、麒麟スタジオ、Camix、麻布プラザ ほか
- 編成：畠山渉、辻有一
- 宣伝：奥住達也
- AP：百瀬和幸
- リサーチ：田中小百合
- AD：大本佳佑、黒田沙季、塚越麗
- ディレクター：鈴木浩晃、望月亮、山野辺聖勝
- 総合演出：石田昌浩
- 演出：中村慎吾
- プロデューサー：石野浩史、後藤隆二
- 制作協力：厨子王
- 製作著作：TBS